# Erythrostemon gilliesii
Espèce
Synonymes
- Caesalpinia gilliesii (Hook.) D.Dietr., 1840 [1]
- Poincianella gilliesii Wall. ex Hook

Statut de conservation UICN

 NE  : Non évalué
Erythrostemon gilliesii, la Césalpinie de Gillies, est une espèce de plantes à fleurs de la famille des Fabaceae. C'est un arbuste ornemental, originaire d'Amérique tropicale, principalement d'Argentine et d'Uruguay. La plante est aussi appelée oiseau de paradis.
Cet arbuste de la famille des légumineuses (ou Fabaceae) est communément appelé « oiseau de paradis jaune », mais il n'est pas lié au genre Strelitzia, qui porte lui aussi le nom vernaculaire d'« oiseau de paradis » (tout court), toujours par analogie avec le plumage coloré du paradisier qui est le véritable « oiseau de paradis ». Il est parfois aussi nommé « Petit Flamboyant », « Faux Flamboyant », par analogie avec les autres arbres dits flamboyants comme ses cousins Fabaceae le Delonix regia, ou le Caesalpinia pulcherrima  (« fleur de paon »). Mais « quels que soient les noms qu'on lui donne, ils évoquent tous la spectaculaire floraison "or et sang" de Caesalpinia gilliesii ». 
Cette plante a été rangée dans le genre Erythrostemon, puis dans Caesalpinia,,, , mais elle est revenue dans Erythrostemon.

## Synonymes
- Poinciana gilliesii
- Caesalpinia gilliesii

## Étymologie
John Gillies est un médecin-chirurgien écossais de la Royal Navy qui adressa plusieurs échantillons de la flore argentine à William Jackson Hooker.

## Description
Cet arbuste peut atteindre 3 à 4 m de hauteur.
Les feuilles sont bipennées, de 10 à 15 cm de long, portant 3-10 paires de pinnules, chacune avec 6-10 paires de folioles de 5 à 6 mm de long et de 2 à 4 mm de large. Les fleurs sont disposées en racèmes jusqu'à 20 cm de long, chaque fleur a cinq pétales jaunes avec 10 étamines rouges longues et arquées assez remarquables. La floraison, magnifique, dure de fin mai jusqu'à fin septembre. « Le parfum [des fleurs] n'est pas [souvent considéré comme] agréable, mais vous ne le sentirez que si vous y plongez votre nez dedans, et il n’incommode en rien les abeilles et les papillons qui aiment les butiner ».
La fructification produit une profusion de longues gousses de 6 à 8 cm. Les graines germent très facilement en quelques jours.
Même si c’est une plante tropicale, elle se développe également très bien sous un climat plus froid en hiver et plus sec en été comme le climat méditerranéen mais le feuillage devient alors caduc. Elle tolère des températures de –12 à –14 °C.

## Utilisations médicinales
Les Hommes médecine, des peuples indigènes de la forêt amazonienne, utilisent cette plante, et de manière similaire au Caesalpinia pulcherrima, qu’ils appellent ayoowiri, pour guérir la fièvre, les plaies et la toux. Ils l’utilisent aussi comme plante abortive. Il convient toutefois de noter que les graines et les cosses vertes de cette plante sont toxiques, provoquant de graves vomissements et d'autres symptômes abdominaux.

## Galerie

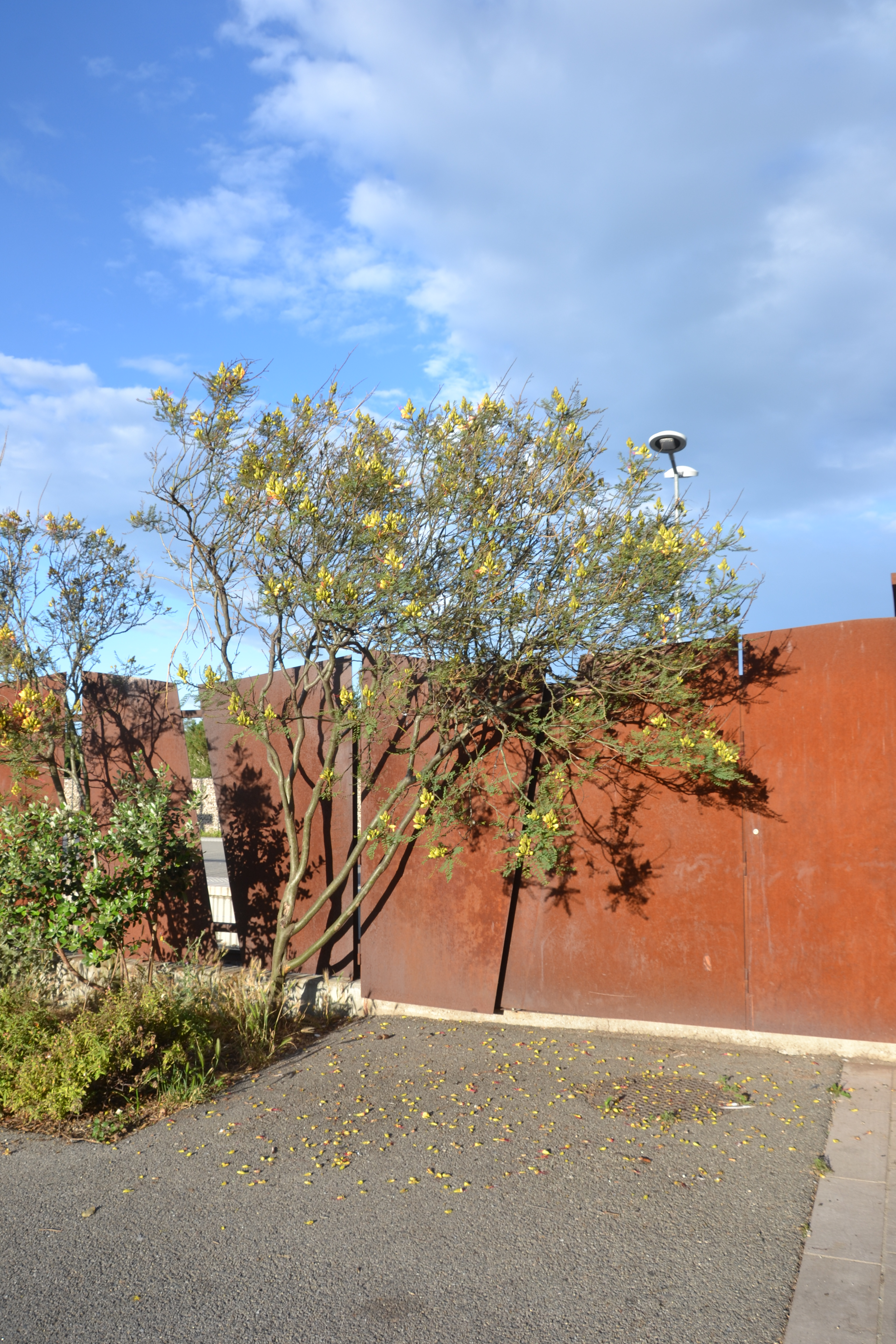
Arbuste.
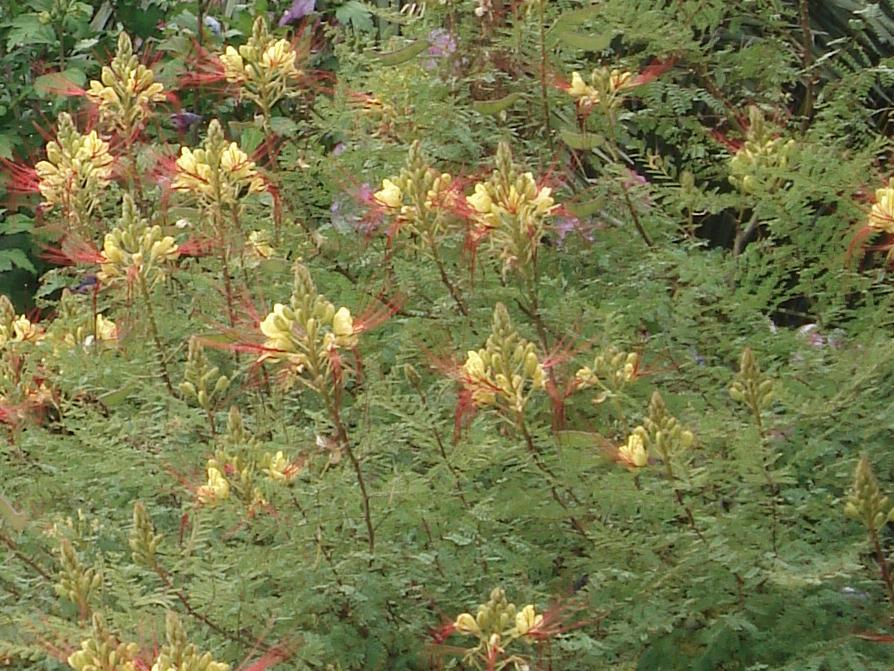
Arbuste.
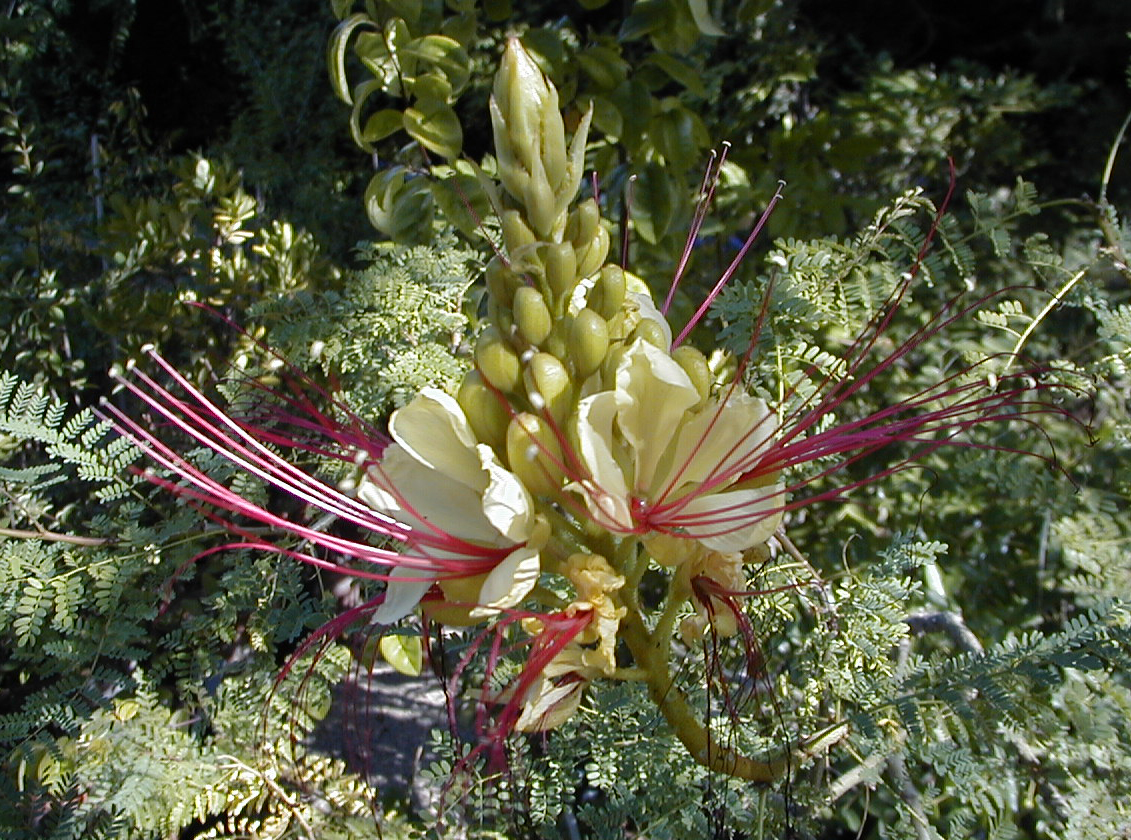
Feuilles, fruits et fleurs.
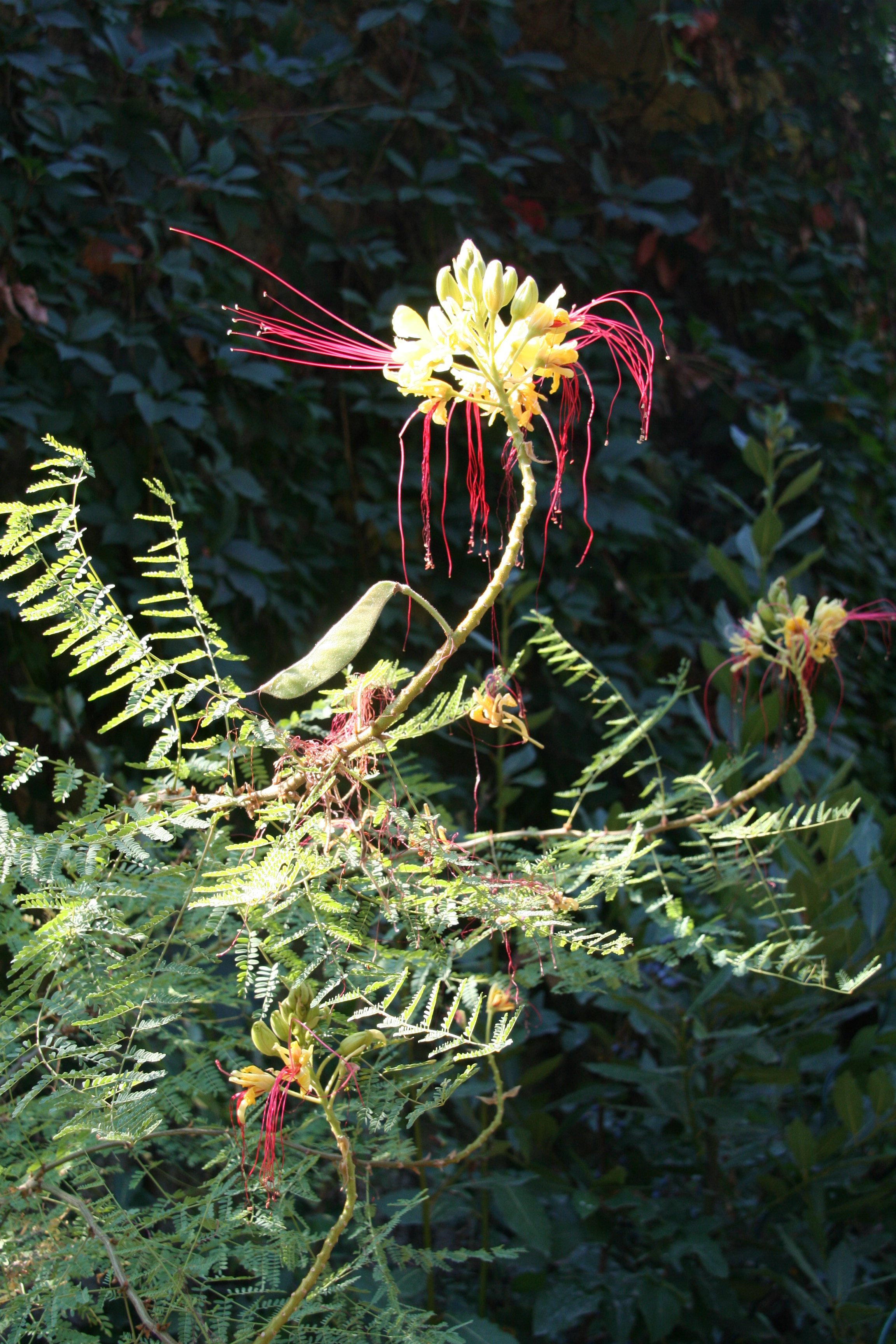
Feuillage et fleur.
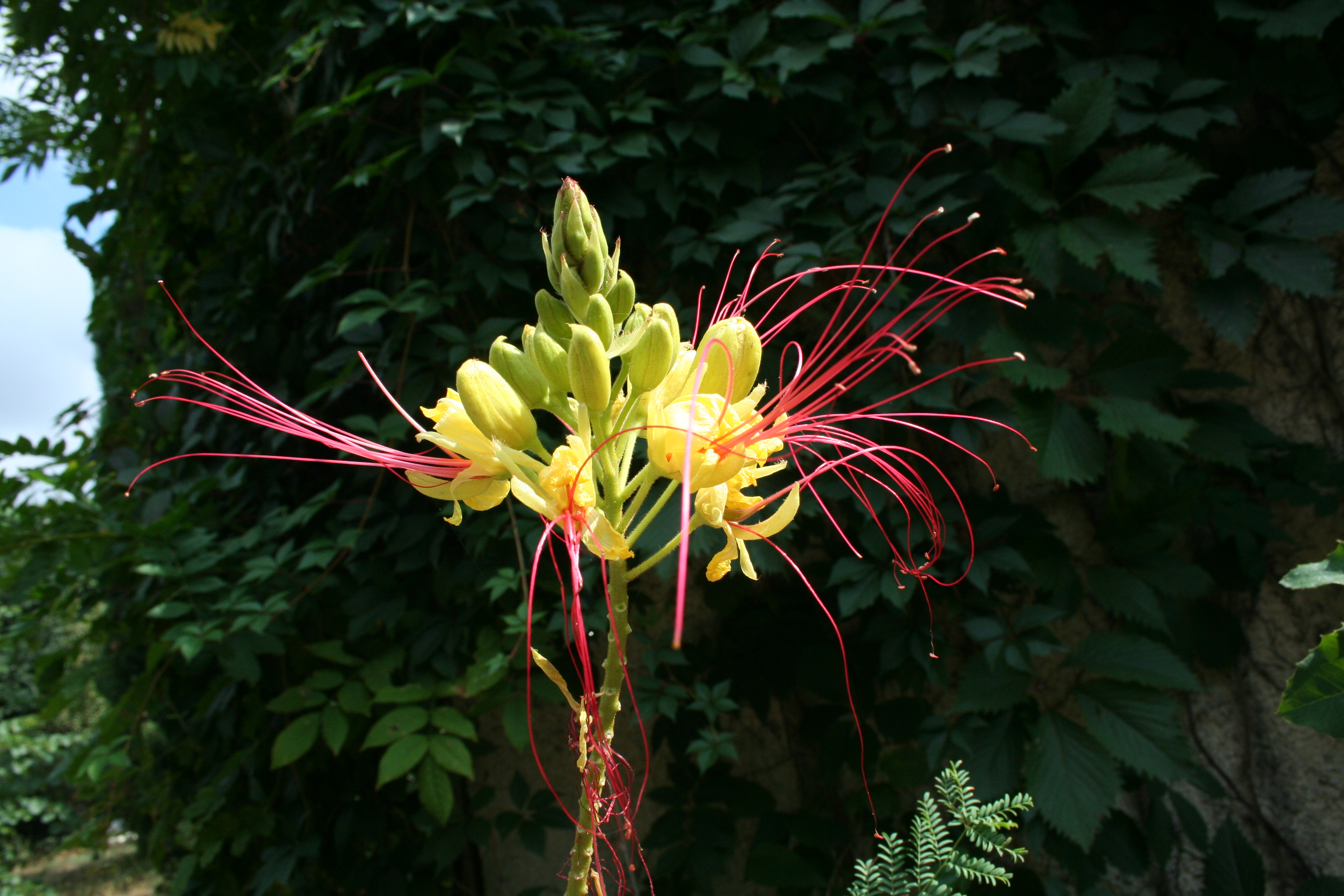
Fleur et fruits.
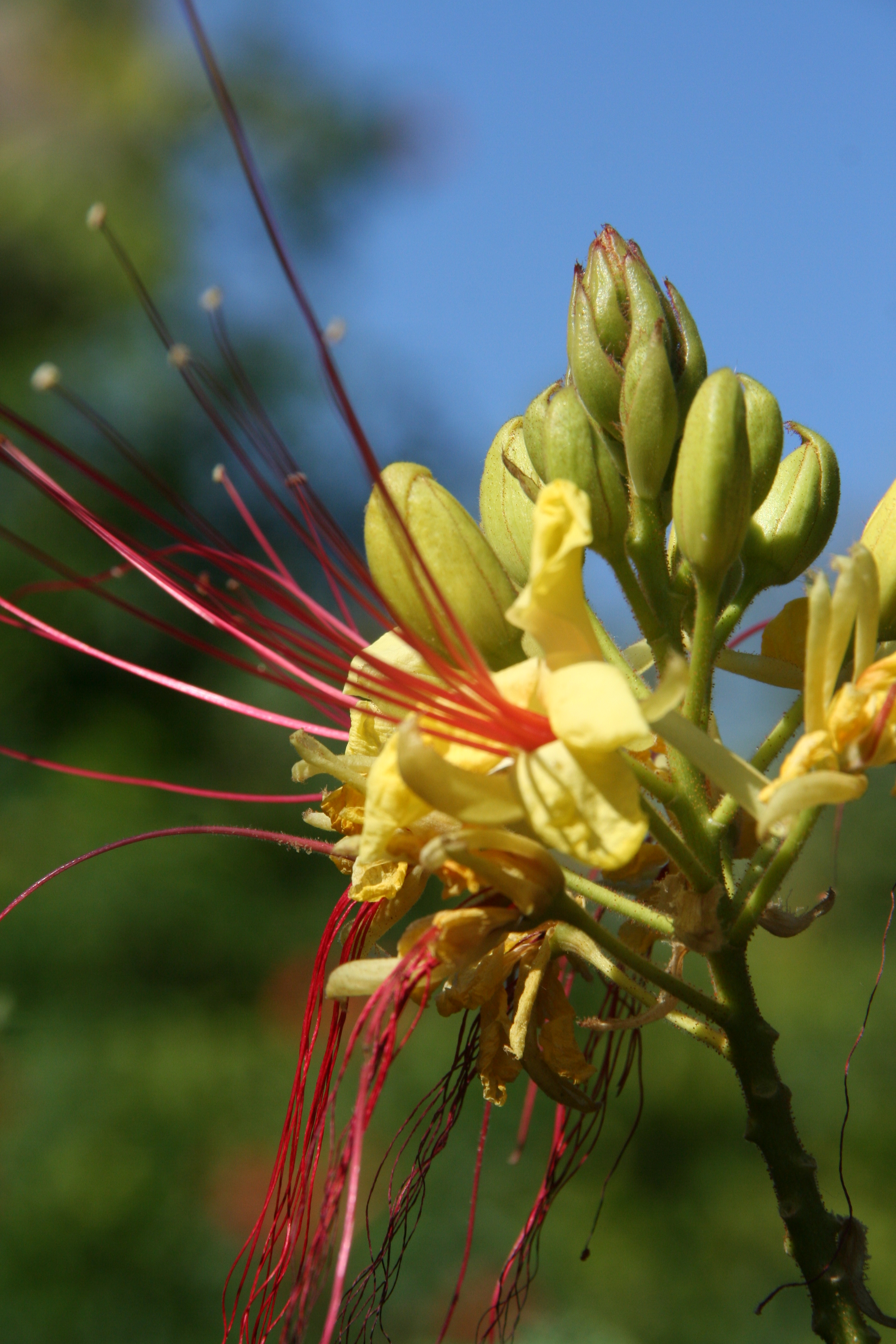
Détails fleur et fruits.
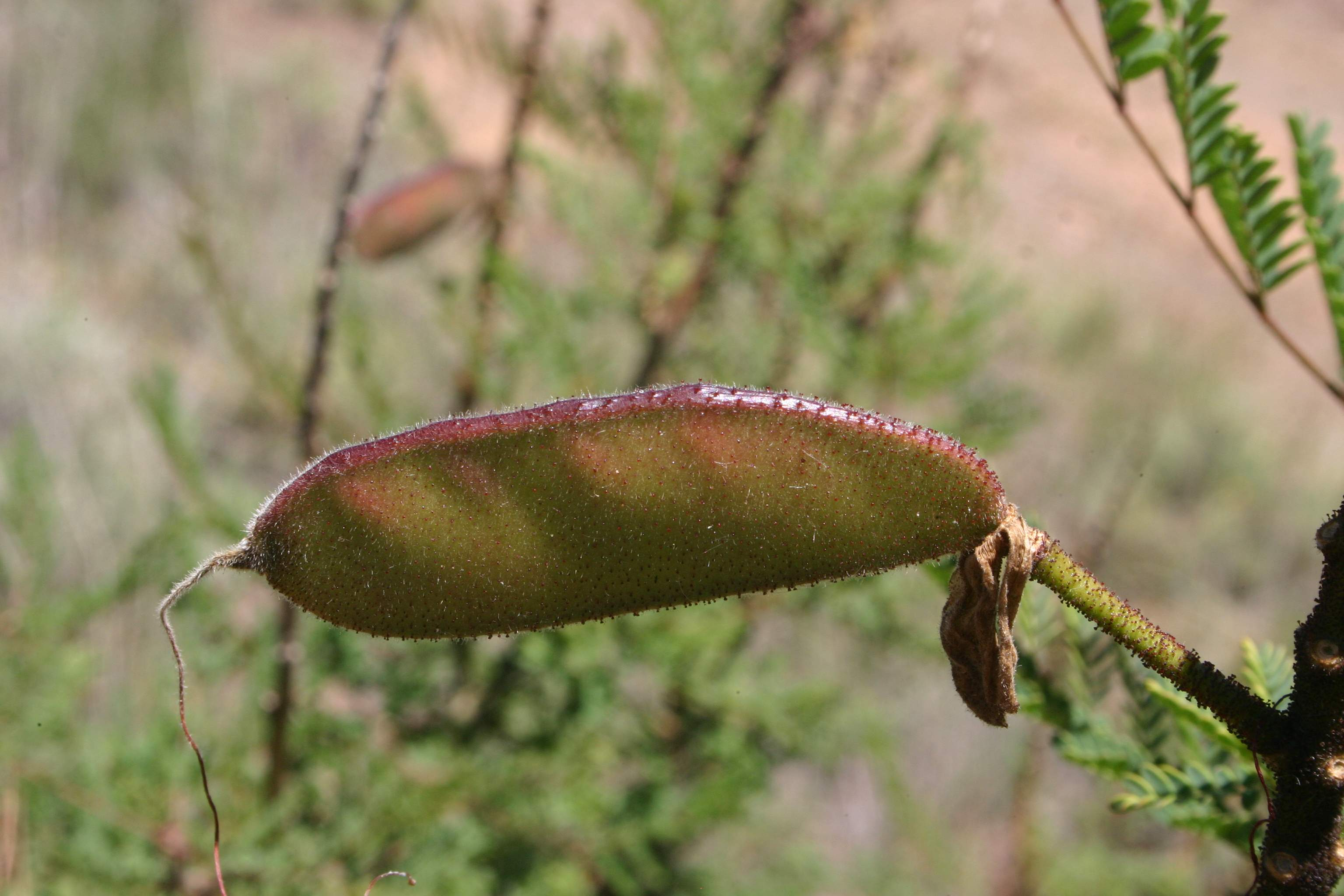
Gousse d'un arbuste poussant entre Cradock et Middelburg (Afrique du Sud).